# Mountain (film, 2017)
Pour les articles homonymes, voir Mountain.
Pour plus de détails, voir Fiche technique et Distribution.
Mountain est un documentaire australien réalisé en 2017 par Jennifer Peedom. Il est basé sur le livre Mountains of the Mind de Robert Macfarlane.

## Synopsis
Willem Dafoe raconte le pouvoir attractif des montagnes au travers de multiples images de moyenne et haute altitude.

## Fiche technique
- Titre original : Mountain
- Réalisation : Jennifer Peedom
- Scénario : Jennifer Peedom, Robert Macfarlane
- Production : Jo-Anne McGowan[2]
- Photographie : Renan Ozturk
- Musique : Richard Tognetti
- Pays d'origine : Australie
- Langue originale : Anglais
- Format : Couleur
- Genre : Documentaire
- Durée : 74 minutes

## Distribution
- Willem Dafoe : Narrateur